# Skeldar V-200
Skeldar V-200 je bezpilotní vrtulník středního dosahu vyvinutý společností Saab pro operace ze země i z palub lodí. Mezi jeho hlavní úkoly patří průzkum, vyhledávání cílů, nebo přenos dat.

## Vývoj
Vývoj Skeldaru byl zahájen roku 2004, přičemž se vycházelo z konstrukce bezpilotního vrtulníku CybAero APID 55. Prototyp označený Skeldar 5 POC poprvé vzlétl v květnu 2006. Roku 2008 byl systém přejmenován na Skeldar V-200.
Prvním uživatelem systému Skeldar se roku 2013 stalo španělské námořnictvo. Španělská hlídková loď Meteoro (P-41) jeden vrtulník Skeldar nasadila v rámci European Union Naval Force Somalia při protipiráské operaci Atalanta.
V roce 2015 byl prodej Skeldaru převeden na nově vzniklou joint venture společnost UMS Skeldar založená společnostmi Saab a UMS Aero Group. Druhým uživatelem typu se stalo ministerstvo obrany Indonésie.
V roce 2018 zkoušky dokončil vylepšený model Skeldar V-200B. Poprvé byl představen na aerosalonu ve Farnborough.
V srpnu 2018 německé námořnictvo objednalo jeden systém se dvěma vrtulníky V-200 pro své korvety třídy Braunschweig (K130).
V roce 2020 byl typ V-200 vybrán jako součást vybavení připravovaných nizozemsko-belgických minolovek.

## Konstrukce
K provozu systému Skeldar je třeba 2–4 osob. Vrtulník unese až 40 kg specializovaného vybavení. Je poháněn dvouválcovým dvoudobým spalovacím motorem o výkonu 55 hp při 6000 otáčkách za min. Vrtulník může operovat ve vzdálenosti až 100 km od základny.

## Specifikace
Údaje platí pro Skeldar V-200

### Technické údaje
- Užitečná zátěž: 40 kg
- Délka: 4 m
- Šířka: 1,2 m
- Výška: 1,3 m
- Průměr nosného rotoru: 4,7 m
- Prázdná hmotnost:
- Maximální vzletová hmotnost: 200 kg
- Pohonná jednotka: 1× dvoudobý spalovací motoro výkonu 55 hp

### Výkony
- Maximální rychlost: 130 km/h
- Maximální dostup: 4500 m
- Operační dolet: 100 km
- Vytrvalost: 5 hodin